# Mosche Wulff
Mosche Wulff (hebräisch מֹשֶׁה ווּלְף Moscheh Wulf, auch: Moshe; auch: Wulf, Woolf und weitere Schreibweisen und Transliterationen; geboren 10. Mai 1878 in Odessa, Russisches Kaiserreich; gestorben 1. November 1971 in Tel Aviv, Israel) war ein sowjetisch-israelischer Arzt und Psychoanalytiker.

## Leben
Mosche Wulf war der Sohn des jüdischen Händlers Wolf Wulf, möglicherweise wurde in der Familie Jiddisch gesprochen, Hebräischunterricht erhielt er bei Jehoschua Rawnitzki. Er besuchte bis 1896 die Kommerzschule und erhielt 1898 die Matura als Externer am Odessaer Lycée Richelieu. Er studierte unter dem Namen Moses Wulf ab 1900 Medizin an der Universität Berlin, die psychiatrische Ausbildung erhielt er bei Friedrich Jolly und Emanuel Mendel. 1905 wurde er bei Theodor Ziehen promoviert. Wulff wurde 1908 in Lankwitz Assistent beim Psychiater Otto Juliusburger, der ihn mit der Psychoanalyse bekannt machte, ein Kollege dort war Karl Abraham. Eine Lehranalyse hat Wulff nicht absolviert. 
Er kehrte 1909 nach Odessa zurück, wo er eine Arztpraxis eröffnete und Schriften Sigmund Freuds ins Russische übersetzte. Wulff wurde 1911 mit dem Aufsatz Beiträge zur infantilen Sexualität korrespondierendes Mitglied der Wiener Psychoanalytischen Vereinigung. Vor Ausbruch des Ersten Weltkriegs ging er nach Moskau und wurde als Militärarzt im Frontdienst eingezogen.
Nach der Russischen Revolution arbeitete Wulff an einem psychiatrischen Militärkrankenhaus in Moskau. 1922 gründete er mit Iwan Jermakow, Otto Schmidt und fünf weiteren Personen die „Psychoanalytische Forschungsvereinigung für künstlerische Kreativität“. Unter seiner Mitwirkung erfolgte 1923 die Gründung der Russischen Psychoanalytischen Gesellschaft (RPV), beteiligt waren daran Wera Schmidt und Pawel Blonski, 1924 wurden die verschiedenen lokalen Organisationen im Russischen Institut für Psychoanalyse vereinigt. Wulff wurde 1925 Dozent für Psychoanalyse und Psychotherapie an der II. Universitätsklinik der Lomonossow-Universität Moskau. 
Die Initiativen, die psychoanalytische Forschung und Praxis in der Sowjetunion zu etablieren, wurden allerdings nach Lenins Tod 1924 von Josef Stalin zurückgedrängt. Wullf wurde nun politisch verfolgt, enteignet und emigrierte 1927 nach Berlin, wo er bis 1930 Arbeit am von Ernst Simmel gegründeten Sanatorium Schloss Tegel fand. Die Machtübergabe an die Nationalsozialisten 1933 zwang ihn allerdings erneut zur Emigration. In Palästina gründete er 1934 mit Max Eitingon die „Psychoanalytische Vereinigung Palästinas“, er war nach dessen Tod von 1943 bis 1953 dessen Nachfolger im Präsidentenamt der „Israel Psycho-Analytical Society“, danach noch ehrenhalber. Wullf hielt Vorlesungen an der Universität Tel Aviv und übersetzte Werke Freuds nun auch ins Hebräische.
Neben der Ausbildung der ersten Generation von israelischen Psychoanalytikern forschte Wulff über die Kindheit und die Verbindung von Psychoanalyse und Pädagogik.

## Schriften (Auswahl)

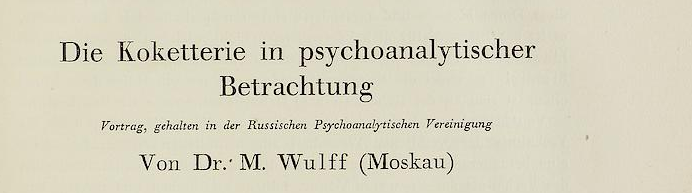
M. Wulff zitiert Georg Simmel (1925)

- Der Intelligenzdefekt bei chronischem Alkoholismus. Berlin : Pilz, 1905
- Beiträge zur infantilen Sexualität. In: Zentralblatt für Psychoanalyse. 1912, S. 6–17
- Die Koketterie in psychoanalytischer Betrachtung. In: Imago. 11.1925, S. 123–134
- Zur Psychologie der Kinderlaunen. In: Imago. 1929, S. 263–282
- Über einen interessanten oralen Symptomenkomplex und seine Beziehung zur Sucht. In: Internationale Zeitschrift für Psychoanalyse. 1932, Nr. 18, S. 283–302
- The child’s moral development. In K. R. Eissler (Hrsg.): Searchlights on delinquency. London: Imago, 1941, S. 263–272
- Prohibitions Against the Simultaneous Consumption of Milk and Flesh in Orthodox Jewish Law. In: International Journal of Psycho-Analysis. 1945, S. 169–177
- Joseph K. Friedjung. In: International Journal of Psycho-Analysis. 1946, S. 71–72
- Fetishism and Object Choice in Early Childhood. In: Psychoanalytic Quarterly, 1946, S. 450–471
- (Hrsg.): Max Eitingon : in memoriam. Jerusalem : Israel Psycho-Analytical Society, cop. 1950
- On Castration Anxiety. In: International Journal of Psycho-Analysis. 1955, S. 95–104
- Revolution and Drive. Psychoanalytical  Review. 1957, S. 410–432
- Psychoanalyse. [hebräisch], Tel Aviv, 1957